# Frederick Kohner
Pour les articles homonymes, voir Kohner.
Frederick (Friedrich) Kohner est un écrivain et un scénariste américain né le 25 septembre 1905 à Teplitz en royaume de Bohême) et mort le 7 juillet 1986 à Los Angeles (Californie).

## Littérature
- 1957 : Gidget: The Little Girl with Big Ideas
- 1960 : Cher Papa
- 1961 : Gidget Goes Hawaiian
- 1963 : The Affairs of Gidget
- 1963 : Gidget Goes to Rome
- 1965 : Gidget in Love
- 1966 : Gidget Goes Parisienne
- 1967 : The Gremmie
- 1967 : Kiki of Montparnasse
- 1968 : Gidget Goes New York
- 1974 : Der Zauberer vom Sunset Boulevard: Ein Leben zwischen Film und Wirklichkeit

## Filmographie

### Cinéma
- 1932 : C'est un amour qui passe (Ein lied, ein kuß, ein mädel) de Géza von Bolváry
- 1932 : Die Wasserteufel von Hieflau de Erich Kober et Eugen Schüfftan
- 1933 : Das Lied der Sonne de Max Neufeld
- 1933 : Fin de saison de Robert Siodmak
- 1934 : La crise est finie de Robert Siodmak
- 1935 : Viktoria de Carl Hoffmann
- 1936 : Le Chant des cloches (Sins of Man) d'Otto Brower et Gregory Ratoff
- 1938 : Délicieuse de Norman Taurog
- 1940 : La Douce Illusion de William A. Seiter
- 1941 : La Rose blanche de Gregory Ratoff
- 1941 : Toute à toi de William A. Seiter
- 1942 : Johnny Doughboy de John H. Auer
- 1942 : Carrefours de Jack Conway
- 1943 : Idylle à Tahiti de John H. Auer
- 1944 : Symphonie d'hiver de Steve Sekely
- 1944 : La Femme et le Monstre de George Sherman
- 1945 : C'est beau d'avoir vingt ans (en) de Frank Ryan
- 1945 : Pan-Americana de John H. Auer
- 1948 : Cupidon mène la danse de Fred M. Wilcox
- 1949 : Fiancée à vendre de William D. Russell
- 1950 : Voyage à Rio de Robert Z. Leonard
- 1951 : Pictura de Ewald André Dupont, Alain Resnais, et al.
- 1951 : Atoll K de Léo Joannon
- 1951 : Un crime parfait (en) de William Castle
- 1953 : N'embrassez pas les WACs (en) de Norman Z. McLeod
- 1955 : Amour, danse et 1000 refrains de Paul Martin
- 1955 : Étoile de Rio de Kurt Neumann
- 1956 : Un père improvisé (en) de Jerry Hopper
- 1956 : L'Étudiante Hélène Willfuer de Rudolf Jugert
- 1959 : Gidget de Paul Wendkos
- 1961 : Gidget Goes Hawaiian de Paul Wendkos
- 1963 : Gidget Goes to Rome de Paul Wendkos

### Télévision
- 1953 : The Revlon Mirror Theater (2 épisodes)
- 1954 : Fireside Theatre (2 épisodes)
- 1965-1966 : Gidget (29 épisodes)
- 1969 : Gidget Grows Up
- 1972 : Gidget Gets Married
- 1987 : The New Gidget (2 épisodes)

## Nominations
- Oscars du cinéma 1939 : Oscar de la meilleure histoire originale pour Délicieuse